# Шиђаџуанг
Шиђаџуанг (石家庄) град је Кини у покрајини Хебеј. Према процени из 2009. у граду је живело 2.319.694 становника.

## Становништво
Према процени, у граду је 2009. живело 2.319.694 становника.
| 1990.     | 2000.     | 2009.     |
| --------- | --------- | --------- |
| 1.003.849 | 1.609.518 | 2.319.694 |

## Партнерски градови
- Де Мојн
- Парма
- Велика Канижа
- Хмељницки